# TV Mackenzie
TV Mackenzie é uma web TV brasileira sediada em São Paulo, capital. É mantida pelo Núcleo de Produção e Desenvolvimento Acadêmico (NPDA) da Universidade Presbiteriana Mackenzie, no Campus Higienópolis, que também controla a rádio web Mackenzie e a produtora web Mack Pro. É uma das parceiras da TV Cultura, que exibe o Programa Mackenzie em Movimento aos sábados.

## Programas
A TV Mackenzie produz programas e programetes que são transmitidos pela internet e por sua parceira principal, a TV Cultura.
Programas
- A Gente Explica
- Autorretrato
- Café Pensamento
- Dialogando Mack
- Esse é o Ponto
- Família e Sociedade
- Flashes da História
- Mackenzie em Movimento
- Mack Esportes
- Mack Notícias
- Os Profissionais
- Palco Mackenzie
- Papo.com
- Projeto Memória
- Redescobrindo a Reforma
- Resenha
- Tela Mackenzie
- Verdade e Vida

Programetes
- Drops de Conhecimento
- Este é o Livro
- Palavra Amiga
- Versos